# The Megas
The Megas es una banda independiente de covers, creada en Los Ángeles, basada en la franquicia de videojuegos Mega Man de Capcom. Se diferencian de los artistas que han tocado la música de Mega Man en el pasado mediante la adición de letra original y la composición de nuevas secciones que se integran a la perfección con las composiciones originales. Sus letras se expanden en la sencilla historia que se establece en los juegos, dando a cada uno de los 8 robot masters una personalidad única. Su álbum debut, Get Equipped basado en Mega Man 2, fue lanzado en enero de 2008.
La banda ha ganado notoriedad en la escena de la música de videojuegos debido a su popularidad en sitios como Newgrounds y MySpace, así como numerosas presentaciones en vivo en todo Estados Unidos, principalmente en las convenciones de videojuegos y festivales como MAGfest, Nerdapalooza, y varias fechas de la gira Video Games Live. Su canción "The Annihilation of Monsteropolis/Airman" apareció en la portada del popular sitio de música mezclada de videojuegos OverClocked ReMix, y más recientemente la banda fue mencionado en el blog de la revista Wired, el blog oficial de Capcom y un artículo en el sitio web de Gibson Guitars. The Megas se mencionaron de nuevo en el blog oficial de Capcom después del lanzamiento de su álbum acústico, Get Acoustic.
El 15 de mayo de 2014, The Megas lanzó su tercer álbum, History Repeating: Red, la segunda mitad de sus dos álbumes de Mega Man 3, continuación del álbum History Repeating: Blue del 18 de junio 2012

## Miembros de la banda

### Miembros Actuales
- Josh "Rev. Breeding" Breeding — vocalista, Guitarra (2008–presente)
- Eric "E" von Doymi — voz, guitarra (2008–presente)
- Greg "Gregatron" Schneider — Bajo eléctrico, voz (2008–presente)
- Brian "Double D" DiDomenico - teclados (2011–presente)
- Greg "Church" Herschleb - Percusión (2012–presente)[6]

### Miembros fundadores
- Mike "Mikey Hell" Levinson — Percusión (2008–2012)

## Discografía

### Álbumes de estudio
- Get Equipped (2008)
- History Repeating: Blue[2] (2012)
- History Repeating: Red (2014)

### EPs
- Megatainment (2009) con Entertainment System

### Álbumes mezclados
- Get Acoustic (2010)

### Demos
- Demo Get (2008)

### Sencillos
- Sparked a War (2010)
- Fly on a Dog (2012)

### Videos musicales
- "You've Sparked a War" (2010)
- "Gotta Run/Be the One" (2011)

### Promos
- "Scent Blasters" (2013)